# 1984 CF
1984 CF är en asteroid i huvudbältet som upptäcktes den 10 februari 1984 av den amerikanska astronomen James B. Gibson vid Palomar-observatoriet.
Asteroiden har en diameter på ungefär 8 kilometer och den tillhör asteroidgruppen Gefion.